# Ленина (деревня, Быховский район)
Ле́нина (бел. Леніна) — деревня в составе Новобыховского сельсовета Быховского района Могилёвской области Беларуси.
До 11 апреля 1960 года деревня входила в состав Лудчицкого сельсовета.

## Население
- 1926 год — 62 жителя
- 1982 год — 50 жителей
- 1999 год — 32 жителя
- 2009 год — 21 житель